# Ma femme (film)
Pour les articles homonymes, voir Ma femme.
Pour plus de détails, voir Fiche technique et Distribution.
Ma femme (La mia signora) est une comédie à l'italienne à sketches réalisée par Mauro Bolognini, Luigi Comencini et Tinto Brass et sortie en 1964.
Le film est composé de cinq segments, tous avec Alberto Sordi et Silvana Mangano,.
L'épisode Eritrea, réalisé par Comencini, a ensuite fait l'objet d'un remake par Sergio Corbucci dans le film Rimini Rimini (1987). 

## Synopsis

### L'uccellino
Réalisateur : Tinto Brass - Scénaristes : Rodolfo Sonego et Alberto Bevilacqua
Une femme nourrit une affection maniaque pour son canari et le gâte au-delà de toute limite. Son mari, se voyant totalement ignoré et exaspéré par cette situation, élabore un plan complexe pour supprimer l'oiseau en lui tirant dessus de loin. Le mari abat le canari, mais sa femme décide alors d'en acheter un autre. Le cycle continue imperturbablement : la femme continue à acheter des oiseaux et le mari continue à les tuer, jusqu'à ce qu'il décide d'utiliser le fusil pour se débarrasser de sa femme.

### Eritrea
Réalisateur : Luigi Comencini - Scénaristes : Luigi Comencini et Marcello Fondato
L'ingénieur carriériste Sartoletti fait tout ce qu'il peut pour s'attirer les bonnes grâces d'un puissant député. Malgré toute son obséquiosité, le député l'ignore pourtant superbement, jusqu'à ce qu'il change d'attitude lorsqu'il voit une prostituée, Eritrea (que Sartoletti a rencontrée par hasard), et la prend pour la femme de Sartoletti. L'ingénieur propose à Eritrea de se faire passer pour sa femme, dans l'intention de la pousser à coucher avec l'homme politique. Le plan semble s'évanouir en raison de la naïveté d'Eritrea, mais se réalise ensuite ; la femme, ayant appris à fréquenter la haute société, finit par se marier à un homme riche beaucoup plus âgé qu'elle.

### I miei cari
Réalisateur : Mauro Bolognini - Scénariste : Rodolfo Sonego d'après le roman de Goffredo Parise
Un homme encore jeune est malade, à tel point qu'il doit passer un long moment à l'hôpital. Les membres de sa famille (épouse, fils et belle-mère) qui lui rendent visite le mortifient au lieu de le réconforter car ils lui reprochent de ne pas assumer ses responsabilités de père de famille.

### Luciana
Réalisateur : Mauro Bolognini - Scénariste : Rodolfo Sonego
Giovanni et Luciana se rencontrent par hasard au restaurant de l'aéroport de Fiumicino : tous deux accompagnent leurs conjoints respectifs qui partent sur le même vol intercontinental. Tous deux ont contracté un mariage d'intérêt pour le regretter ensuite : le mari de Luciana est un industriel âgé au tempérament sec, la femme de Giovanni est une virago vulgaire et autoritaire. Lorsqu'une panne est annoncée sur le train d'atterrissage de l'avion à bord duquel ils sont partis, Giovanni et Luciana constatent qu'ils sont dans la même situation (chacun hériterait d'une somme importante en cas de veuvage), ils apprennent à se connaître et se découvrent une forte entente qui les conduira à consommer une relation clandestine, en attendant un éventuel atterrissage d'urgence mais en espérant secrètement un malheur. Cependant, l'avion parvient à atterrir et tout rentre dans l'ordre.

### L'automobile
Réalisateur : Tinto Brass - Scénariste : Rodolfo Sonego
Un homme se rend au commissariat pour signaler le vol de sa Jaguar, à laquelle il est obsessionnellement attaché. Son épouse, appelée à témoigner, déclare qu'elle avait pris la voiture pour rendre visite clandestinement à un jeune homme et qu'elle avait laissé le véhicule sans surveillance pendant leur rencontre intime. Le mari ne sourcille pas de l'adultère de sa femme et ne se soucie que de la jaguar : lorsqu'elle est retrouvée, il se livre à d'indescriptibles scènes de jubilation, auxquelles la femme réagit par une gifle retentissante. 

## Fiche technique
- Titre français : Ma femme[4],[5]
- Titre original italien : La mia signora[6]
- Réalisateur : Mauro Bolognini, Luigi Comencini et Tinto Brass
- Scénario : Goffredo Parise, Marcello Fondato, Luigi Comencini, Alberto Bevilacqua, Rodolfo Sonego
- Photographie : Otello Martelli
- Montage : Nino Baragli
- Musique : Armando Trovajoli
- Décors : Mario Garbuglia
- Costumes : Piero Gherardi, Gabriele Mayer
- Production : Dino De Laurentiis
- Société de production : Dino de Laurentiis Cinematografica
- Pays de production :  Italie
- Langue originale : italien
- Format : Noir et blanc - 1,85:1 - Son mono - 35 mm
- Durée : 97 minutes
- Genre : Comédie à l'italienne
- Dates de sortie :
  - Italie : 29 octobre 1964
  - France : 13 juin 1982

## Distribution
- Alberto Sordi : le mari ; M. Sartoletti ; Marco ; Giovanni Ferrero ; M. Bianchi
- Silvana Mangano : la femme ; Eritrea ; Clara ; Luciana Pagliaro ; Germana Bianchi
- Claudio Gora : le député
- Maria Tedeschi : l'épouse du député
- Mino Doro : le maire
- Lamberto Antinori : le secrétaire
- Elena Nicolai : la belle-mère de Marco
- Elena Fabrizi : l'infirmière
- Marisa Fiorio : Roberta Ferrero
- Mario Conocchia : le comm. Carlo Pagliaro
- Laura Durell : l'hôtesse de l'air
- Alfredo Censi : le capitaine
- Amato Garbini : le commissaire